# حمله اسکندر مقدونی به ایران
حملهٔ اسکندرِ مقدونی به ایران به مجموعه یورش‌هایی که توسط اسکندر مقدونی در طی سیزده سال (۳۳۶–۳۲۳ پ. م) صورت پذیرفت، گفته می‌شود. پس از آنکه پدر اسکندر، فیلیپ دوم مقدونیه، به قتل رسید، اسکندر در سال ۳۳۶ ق م به جای او بر تخت سلطنت نشست. اسکندر کشوری نیرومند و ارتشی کارآزموده را از سلطنت پدرش به ارث می‌برد. سرلشکری یونان به او اعطا شد و او از این موهبت برای تحقق بخشیدن به بلندپروازی‌های نظامی پدرش نهایت استفاده را برد. در سال ۳۳۴ ق م به آسیای صغیر که تحت کنترل هخامنشیان قرار داشت هجوم برد و سلسله نبردهایی را به راه انداخت که ده سال به درازا انجامیدند. اسکندر طی سلسله نبردهای سرنوشت‌سازی، به‌ویژه نبردهای ایسوس و گوگمل، اقتدار پارسیان در منطقه را در هم شکست. او متعاقباً داریوش سوم، شاهنشاه پارسی را شکست داد و سرتاسر مناطق تحت کنترل هخامنشیان را تسخیر کرد. در آن زمان امپراتوری اسکندر گستره‌ای از دریای آدریاتیک تا رود سند را در بر می‌گرفت.

## پیش‌زمینه

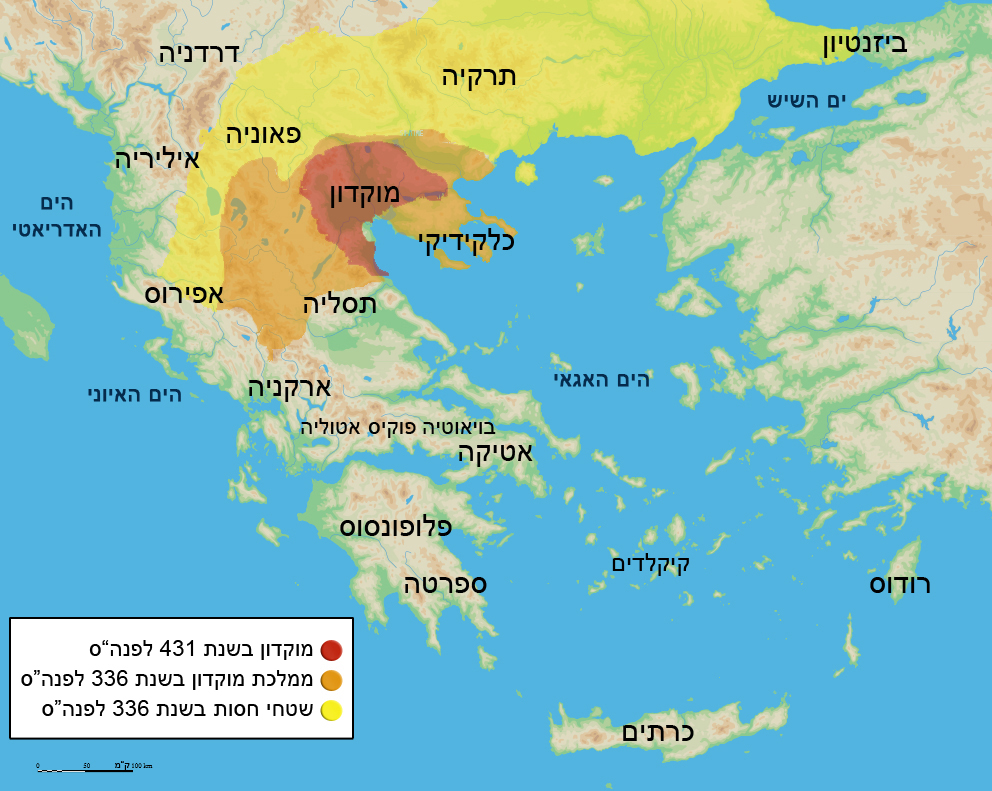
حمله اسکندر مقدونی به ایران

با بر تخت‌نشینی اردشیر سوم، شاهنشاهی هخامنشی بار دیگر به قدرت پیش از اردشیر دوم بازمی‌گردد. او چندین شورش در بخش‌های مختلف شاهنشاهی را سرکوب و مصر را یک‌بار دیگر ضمیمه امپراتوری کرد. اما با کشته شدن اردشیر سوم در پاییز ۳۳۸ به دست باگواس، خواجه جاه‌طلب دربار هخامنشی، این امیدها پایان می‌یابد. با مسموم شدن اردشیر سوم، اوضاع سیاسی شاهنشاهی هخامنشی رو به بحران می‌رود. باگواس که می‌خواست کنترل اوضاع را در دست خود نگاه دارد، همه پسران اردشیر سوم، به جز ارشک و بیسدانس را به قتل می‌رساند. سپس ارشک جوان با نام اردشیر چهارم به عنوان شاهنشاه جدید برگزیده می‌شود.
در همان زمان باگواس کنترل اوضاع دربار ایران را دست داشت، در یونان وضعیت متفاوتی برقرار بود. فیلیپ دوم مقدونی، پدر اسکندر مقدونی، با توجه به اوضاعی که در ایران برقرار بود، تقریباً همه دولت-شهرهای (پولیس) یونانی را زیر پرچم مقدونیه متحد کرده بود. وی از هخامنشیان به دلیل پشتیبانی از شهر پرینتوس علیه مقدونیه در زمان اردشیر سوم، درخواست غرامت کرد اما این درخواست توسط اردشیر چهارم رد شد. به همین بهانه، فلیپ در سال ۳۳۶ پیش از میلاد سپاهی مرکب از ۱۰ هزار سرباز مقدونیه‌ای را روانه آسیا کرد. در همین زمان، ارشک که مشغول خلاص کردن خود از نفوذ باگواس بود، تلاش کرد تا خواجه را مسموم کند، اما این نقشه با موفقیت پیش نرفت. در پاسخ، باگواس ارشک و همه خانواده‌اش را به وسیله سم کشت و سپس پسر عموی شاه، یعنی داریوش سوم را به عنوان شاهنشاه بعدی برگزید.
در تبلیغات پس از جنگ مقدونیه‌ای‌ها، برای مشروع جلوه دادن حکومت اسکندر مقدونی بر ایران، عنوان داشته شد که آخرین شاهنشاه هخامنشی، داریوش سوم، یکی از هم‌دستان باگواس در طرح ترور اردشیر چهارم بوده‌است.

## نبردها و جنگ‌ها

### اسکندر و عبور از دروازه‌های بدون نگهبان
از زمانی که اردشیر دوم و اردشیر سوم خشونت و فساد را همچون وسیله‌ای برای نیل به قدرت بکار برده‌بودند، امپراتوری هخامنشی در نزد عامهٔ رعایا به یک دستگاه تعدی و فشار تبدیل شده‌بود که دیگر برای حفظ آن تقریباً هیچ‌کس حاضر نبود، حیات خود را به خطر بیندازد. تسامح کوروش بزرگ مدت‌ها پیش جای خود را به تعصب و تجاوز داده بود و دیگر در نزد اقوام تابع که سرراه خطر بودند، علاقه‌ای به حفظ پیوند با امپراتوری باقی نمانده بود. اسکندر در بهار سال ۳۳۴ پیش از میلاد با حدود سی یا چهل هزار جنگجوی یونانی و مقدونی، قصد گذر از دروازه‌های آسیا را کرد، دروازه‌هایی که در این زمان نگهبان واقعی نداشتند.

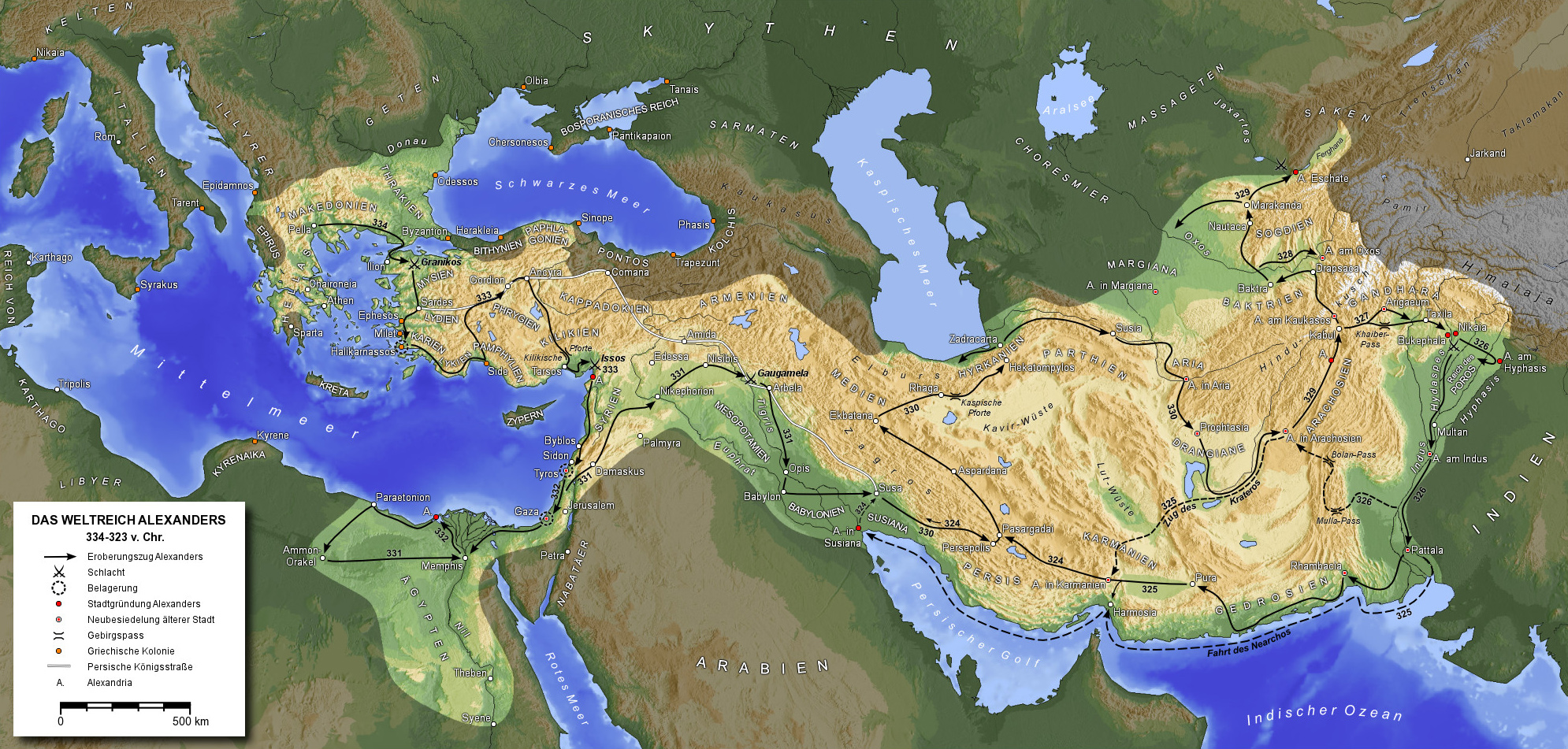
نقشه‌ای که زمان و محل سه نبرد گرانیک، ایسوس، و گوگمل نشان داده شده‌است. برای بهتر دیدن تصویر بر روی آن کلیک کنید.

#### نبرد گرانیک
در بهار سال ۳۳۴ پیش از میلاد، در حوالی آسیای صغیر، در کنار رود گرانیکوس که آنسوی تنگهٔ داردانل به دریای مرمره می‌ریزد، اولین تلاقی جدی بین دو سپاه ایران و اسکندر بنام نبرد گرانیک یا گرانیکوس رخ داد. در حین این نبرد و یک برخورد تن به تن خود اسکندر، به زحمت از آسیب زوبین مهرداد، داماد داریوش، جان بدر برد که برادر مهرداد، برای انتقام مرگ برادرش با شمشیر به اسکندر حمله کرد که اگر کلیتوس دوست صمیمی اسکندر، درینجا دست ضارب را از شانه قطع نکرده بود، زندگی اسکندر در خطر قطعی بود. جنگ در نهایت به پیروزی اسکندر تمام شد. پس از شکست، سپاه ایرانیان که در صفوف مقدم جا گرفته‌بودند، فرار کردند ولی اسکندر به تعقیب آن‌ها نرفت بلکه به سپاهیان یونانی که در سپاه ایران خدمت می‌کردند و در در این جنگ، در قسمت ذخیره بودند، تاخت و به استثنای دو هزار نفری که اسیر گردیدند، همهٔ این یونانیان به دست سپاه اسکندر کشته شدند.
با این پیروزی، آسیای صغیر به تسخیر اسکندر درآمد و شهرهای یونانی‌نشین این ناحیه، غالباً وی را همچون رهاننده‌ای تلقی کردند و به آسانی دروازه‌هایشان را بر روی او گشودند.

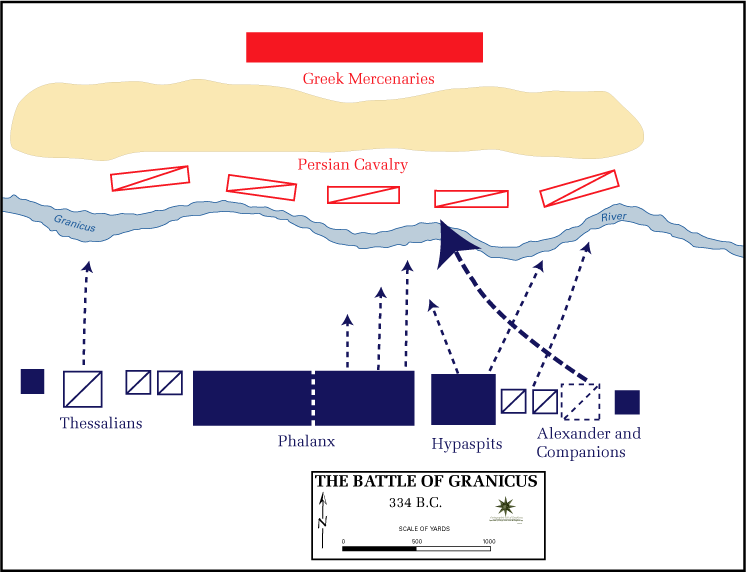
نبرد گرانیک، ۳۳۴ ق م

#### نبرد ایسوس
پس از شکست ایران در نبرد گرانیک، اسکندر به آسانی توانست سایر ولایات آسیای صغیر را یک به یک تسخیر کند و تا نزدیکی سوریه به سرعت پیش برود. فقط در حوالی شهر کوچک ایسوس در مرز سوریه بود که با مقاومت مواجه شد.
در سال ۳۳۳ پیش از میلاد، دومین جنگ بین اسکندر و سپاهی که داریوش سوم در بابل تجهیز و آماده کرده‌بود، به نام نبرد ایسوس درگرفت.
داریوش سوم که فرماندهی سپاه را هم خود برعهده گرفته‌بود، نتوانسته‌بود این نکته را درک کند که کثرت و تنوع سپاه او ممکن است در جنگ با یک سپاه منظم و محدود و در تنگنایی بین کوه و دریا دست و پاگیر باشد و چنان جای نامناسبی را برای نبرد انتخاب کرده بودند که سواره نظام پارسی، میدان عمل نیافت. نزدیک بود که شخص داریوش سوم در هنگام نبرد اسیر شود اما سرانجام اسکندر به او دست پیدا نکرد و او فرصت فرار یافت. یکی از سرداران اسکندر، چادرهای خانوادهٔ داریوش را که شامل مادر و زن و دختر و خواهر او در آن بودند، همراه با غنائم فراوان تصرف کرد.
پس از این شکست داریوش سوم به اسکندر تقاضای صلح داد. شرایط صلح، پرداخت غرامت از طرف داریوش و ازدواج با خانوادهٔ سلطنتی و واگذاری آسیای صغیر به اسکندر بود و در ازای این گذشت‌ها از اسکندر خواسته شده‌بود که خانوادهٔ داریوش سوم را مسترد دارد. این شرایط را اسکندر نپذیرفت.

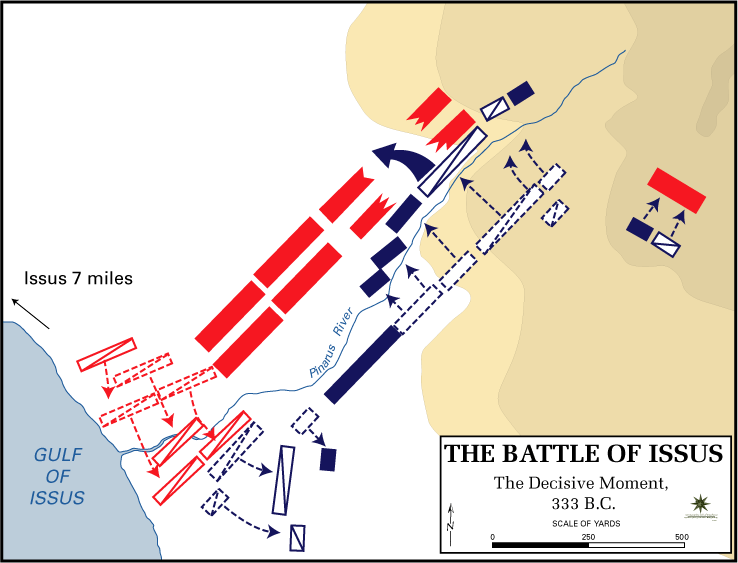
نبرد ایسوس، ۳۳۳ ق م

#### تسخیر فنیقیه و مصر توسط اسکندر
اسکندر تصمیم گرفت اول فنیقیه (لبنان) را تسخیر کند تا داریوش نتواند از طریق دریا برای او مشکلی به‌وجود بیاورد و بعد به تسخیر مصر بپردازد. شهر صیدا که سابقاً شدیداً توسط ایرانی‌ها سرکوب شده بود، بدون خونریزی تسلیم شد اما در صور مقاومت ناوگان‌های ایرانی و فنیقی هفت ماه طول کشید و اسکندر را چنان عصبانی کرد که بعد از فتح هشت هزار نفر از اهالی آنجا را قتل‌عام کرد و سی هزار تن را به بردگی فروخت. غزه نیز که دروازهٔ آسیا محسوب می‌شد آنقدر در برابر فاتح مقاومت نشان داد تا تمام مردانش کشته شدند و زنانش به دست سربازان اسکندر افتادند. بیت‌المقدس نیز بدون مقاومت تسلیم شد.
در سال ۳۳۲ پیش از میلاد ساتراپ ایرانی مصر که از ناخرسندی مصری‌ها از حکومت پارسی‌ها واقف بود، تقریباً بدون کشمکش خود را کنار کشید و در تمام درهٔ نیل از اسکندر همچون یک منجی آسمانی استقبال شد. در مصر کاهن آمون سلطنت تمام روی زمین را به وی وعده داد و به یونانی‌ها و مقدونی‌ها که با اسکندر به معبد آمون آمده بودند، توصیه کرد، تا او را همچون خدا پرستش کنند. اسکندر بقول یوستن در اثر سخنان کاهن، دچار چنان نخوتی شد که حد نداشت. قسمت عمدهٔ دشواری‌هایی که او بعدها در بابل و هند با یونانیان همراه خویش پیدا کرد، ناشی از همین تلقینات کاهن آمون دانسته‌اند.

#### نبرد گوگمل
در سال ۳۳۲ پیش از میلاد، همسر داریوش سوم یعنی استاتیرای دوم که یونانیان از وی به عنوان زیباترین زن جهان، یاد کرده‌اند، در طی اسارت و در اثر زایمان درگذشت. و داریوش سوم در این زمان به سبب اسارت خانواده‌اش به دست اسکندر، در یک حالت یأس و درماندگی فرورفته بود. داریوش سوم به‌جای هرگونه مجاهدهٔ جدی در جهت جلوگیری از پیشرفت یونانی‌ها، در میانرودان آنسوی دجله منتظر اسکندر شد و جنگی را که می‌بایست جنگ سرنوشت باشد، به داخل ایران کشاند.
در سال ۳۳۱ پیش از میلاد، در نبرد گوگمل اسکندر برای سومین بار به سپاه داریوش سوم برخورد. وقتی جنگ درگرفت کثرت سپاه ایران در ابتدا باعث وحشت و دغدغهٔ اسکندر شد و به نظر می‌آمد که این بار سپاه داریوش سوم فاتح می‌شود اما اسکندر که پافشاری ایرانیان را دید، حمله را بر شخص داریوش سوم، متمرکز کرد و جراحتی بر وی وارد آمد. داریوش سوم فرار کرد و فرار او باعث فرار قسمتی از قشون گردید و بابل بلافاصله به دست اسکندر افتاد. ورود اسکندر به بابل به سبب لطمه‌هایی که در دورهٔ خشایارشا به معابد بابل وارد شده بود نزد کاهنان و عامه با خوشحالی تلقی شد.

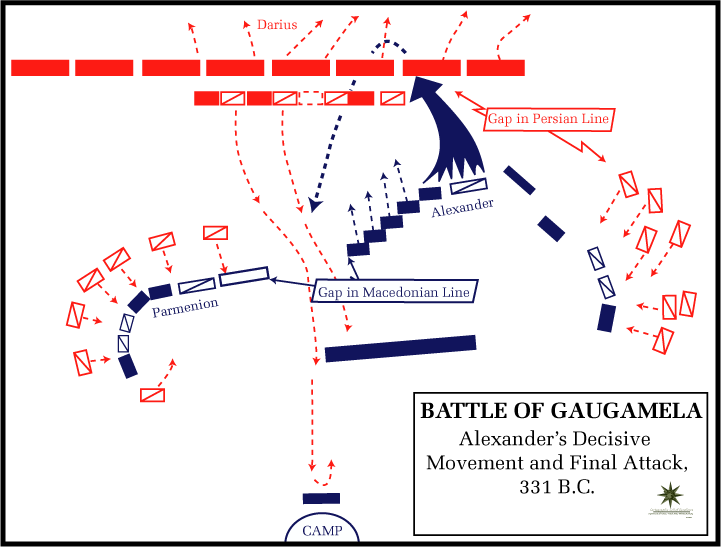
حمله سرنوشت‌ساز اسکندر در انتهای نبرد گوگمل

#### اواخر عمر اسکندر در ایران
اسکندر دریافت که بسیاری از ساتراپ‌ها و فرماندهان نظامی‌اش در غیاب او با مردم بدرفتاری کرده‌اند؛ لذا در راه بازگشت به شوش چندین تن از آنان را اعدام کرد تا حساب کار دست سایرین بیاید. او به نشانهٔ قدردانی، بدهی‌های سربازان را بدان‌ها بخشید و اعلام کرد که کهنه‌سربازان مسن و علیل را تحت فرماندهی کراتروس به مقدونیه خواهد فرستاد. سپاهیانش منظور او را درست نفهمیدند و در شهر اوپیس یاغی‌گری کردند. آنان با فرستاده شدن به مقدونیه مخالفت کرده، از خو گرفتن اسکندر به آداب و سنن ایرانی و پوشیدن جامهٔ ایرانی و افزودن افسران و سربازان ایرانی به یگان‌های ارتش مقدونیه انتقاد کردند. سه روز گذشت و اسکندر نتوانست مردانش را متقاعد کند که کوتاه بیایند در نتیجه به ایرانیان جایگاه فرماندهی در ارتش را داد و به مقدونیان سمت‌های نظامی فرماندهی بر یگان‌های ایرانی را اعطا کرد. مقدونیان به‌سرعت تقاضای عفو نمودند و اسکندر آنان را بخشید و ضیافتی ترتیب داد که چندین هزار نفر از سپاهیانش در آن شرکت داشتند. اسکندر در تلاش برای برقراری هماهنگی ماندگار میان رعایای مقدونی و ایرانی‌اش، ازدواجی دسته‌جمعی ترتیب داد که در آن مقامات ارشد سپاهش با ایرانیان و دیگر نجیب‌زادگان در شوش ازدواج کردند اما به نظر می‌رسد تنها اندکی از آن ازدواج‌ها فراتر از یک سال دوام آورده باشند.
پس از آنکه اسکندر به هگمتانه رفت تا قسمت اعظم خزانهٔ ایران را بردارد، دوست صمیمی و معشوق احتمالی‌اش، هفستیون، بر اثر بیماری یا مسمومیت درگذشت. مرگ هفستیون، اسکندر را در بهت فرو برد. او دستور داد تا تل بزرگی از هیزم در بابل فراهم آورند و همچنین فرمان عزاداری عمومی صادر کرد. اسکندر در بابل رشته‌ای از لشکرکشی‌های جدید را برنامه‌ریزی کرد که با تهاجم به عربستان آغاز می‌گشت اما مرگ مهلتش نداد و نتوانست آن‌ها را به تحقق برساند.

امپراتوری مقدونی در بزرگ‌ترین اندازه خود در دوران اسکندر مقدونی

## فهرست نبردها
- نبرد گرانیک[۱۶]
- نبرد ایسوس[۱۷][۱۸][۱۹]
- نبرد گوگمل[۲۰]
- نبرد دربند پارس[۲۱][۲۲]
- محاصره صور[۲۳]
- محاصره غزه[۲۴]
- محاصره هالیکارناس[۲۵]
- محاصره ملط[۲۶]

## گاه‌شمار
- در سال ۳۳۴ پیش از میلاد در نبرد گرانیک ارتش اسکندر، قوای هخامنشیان به فرماندهی آرشام را شکست می‌دهد.[۱۶][۲۷]
- در سال ۳۳۳ پیش از میلاد در نبرد ایسوس ارتش اسکندر، قوای هخامنشیان به فرماندهی داریوش سوم را شکست می‌دهد.[۱]
- در سال ۳۳۱ پیش از میلاد قوای داریوش سوم به وسیله اسکندر مقدونی در جنگ گوگمل در شرق موصل امروزی شکست سنگینی متحمل می‌شوند.[۱]
- در سال ۳۳۰ پیش از میلاد داریوش سوم کشته شده و هگمتانه فتح می‌شود، همچنین تخت جمشید به وسیله اسکندر مقدونی ویران شده و حکمرانی هخامنشیان بر ایران پایان می‌پذیرد.[۱]
- از سال ۳۳۰ تا ۳۲۸ پیش از میلاد اسکندر مقدونی به شمال شرق و شرق ایران حمله می‌کند و تعدادی شهر تحت عنوان اسکندریه بنا می‌نماید. همچنین تعدادی از ایرانیان توسط اسکندر به عنوان ساتراپ انتصاب می‌شوند و برخی از فرماندهان ایرانی در ارتش اسکندر مشغول به کار می‌گردند.[۱]

## دلایل سقوط هخامنشیان
از بزرگ‌ترین دلایل سقوط شاهنشاهی هخامنشی، بار سنگین مالیات بر دوش شهربانی‌ها بود که سرانجام به یک رکود اقتصادی بزرگ انجامید. بر اساس برآوردها، میانگین مالیات هر ساتراپی در سال، برابر با ۱۸۰ میلیون دلار آمریکا بوده‌است؛ و این تنها مالیات نقدی‌ای بوده که جدا از مالیات‌های غیرنقدی دریافت می‌شده‌است. پس از برداشت بودجه موردنیازِ ارتش، دیوان‌سالاری و سایر بخش‌های دولت، باقی مانده مالیات‌ها به خزانه شاهنشاهی روانه می‌شد. دیودوروس می‌گوید که اسکندر تنها در تخت جمشید ۱۸۰٬۰۰۰ تالان نقره پیدا کرده‌است که برابر با ۲٫۷ میلیارد دلار آمریکا برآورد شده‌است. گفته شده که تا زمان مرگ اسکندر، ۱۳۰ هزار تالان در ساخت شهرها، معبدها، راه‌ها و هزینه ارتش خرج شد. همچنین او ۶ هزار تالان به آتن فرستاد تا آن‌ها بتوانند با استفاده از آن اقتصاد خود را بازسازی کنند؛ گرچه ورود این حجم از پول به اقتصاد آتن ضربه شدیدی زد و منجر به افزایش سرسام آور قیمت‌ها شد.
از دیگر دلایل سقوط امپراتوری، عدم موفقیت در ایجاد یک هویت ملی بود. در واقع این شاهنشاهی که به رواداری خود معروف بود، هرگز تلاشی برای ساخت یک هویت مشترک برای سرزمین‌های خود که از شمال آفریقا تا شمال هند در امتداد بودند، نکرد و این مسئله در دراز مدت تأثیر خود را نشان داده و با اولین بحران جدی، امپراتوری محکوم به سقوط گردید.
داندامایف اظهار می‌دارد که هر کسی که گزارش‌های لشکرکشی اسکندر را می‌خواند، آرزو می‌کند که ای کاش پارسیان پیروز میدان می‌شدند. او می‌گوید که پارسیان با شجاعت جنگیدند، صفوف منظم از سربازان ماهر مزدور یونانی بود که به مافوق خود وفادار بودند. پارسیان در ناوگان دریایی برتر از مقدونی‌ها بودند و ذخایر مالی و اقتصادی بیشتری نسبت به مقدونی‌ها داشتند.
از نگاه داندامایف، امپراتوری هخامنشی به چند دلیل فروپاشید:
1. کشتارهای خانوادگی.[۳۸]
2. شورش‌های دائمی در ایالات.[۳۸]
3. وضع مالیات‌های سنگین بر اتباع امپراتوری.
4. بی‌تمایلی ساتراپ‌های تابع امپراتور برای دفاع از امپراتوری.[۳۸]

آخرین دلیلی که داندامایف می‌آورد، علاقه‌ای است که ساتراپ‌ها به فاتح جدید نشان می‌دادند، چرا که فشار مالیاتی بر دوش آن‌ها سنگینی می‌کرد. داندامایف سقوط هخامنشیان را با صعود آن (در زمان کوروش بزرگ) مقایسه می‌کند و می‌پندارد همان‌طور که بابلی‌ها با استحکامات محکم و لشکر مجهز در برابر ارتش کوروش ناتوان بودند، اکنون ارابه‌های جنگی و فیل‌های جنگی پارس‌ها هم مانع کشورگشایی اسکندر نشد.

## پیامدها

### یونانی‌سازی

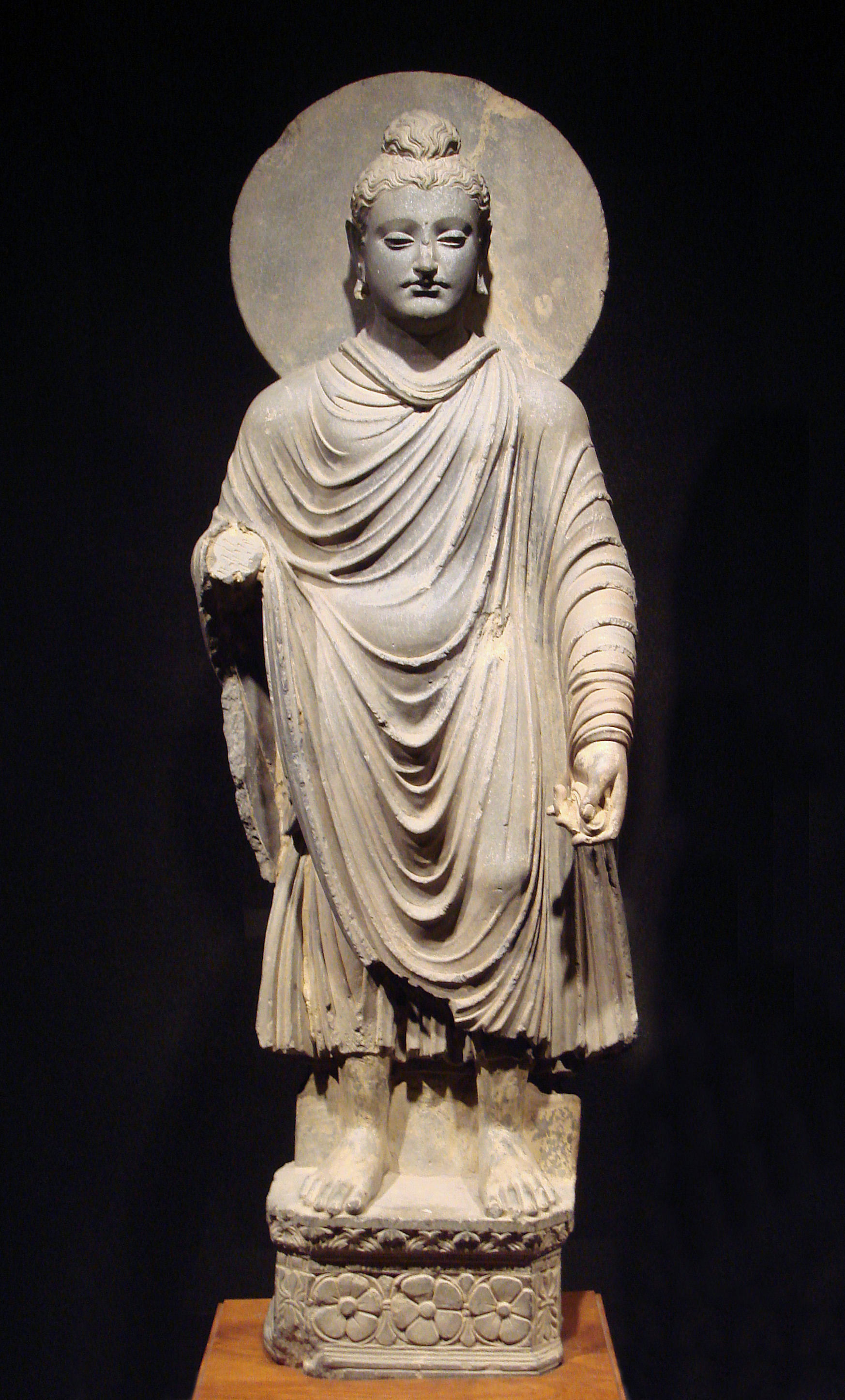
مجسمهٔ بودا در ریخت یونانی-بودایی، متعلق به قرن اول یا دوم میلادی، گنداره

اصطلاح «یونانی‌سازی» را ابتدا یوهان گوستاف درویزن برای دلالت بر گسترش زبان، فرهنگ، و جماعت یونانی در قلمرو پیشین شاهنشاهی هخامنشی پس از تسخیر آن به توسط اسکندر به کار برد. در وقوع این صدور فرهنگی جای هیچ شکی باقی نیست و در شهرهای بزرگ هلنیستی، چون اسکندریه، انطاکیه و سلوکیه به‌خوبی مشهود است. اسکندر در پی آن بود که رگه‌هایی از فرهنگ یونانی را به آنِ ایرانی وارد کند و کوشید فرهنگ یونانی و ایرانی را به هم بیامیزد. او آرزو داشت تا جماعت آسیا و اروپا را همگون کند. اما جانشینانش چنین سیاست‌هایی را صراحتاً رد کردند. با این وجود، در سرتاسر منطقه یونانی‌سازی به وقوع پیوست و هم‌زمان روند مخالف و مجزای «شرقی‌سازی» در دول جانشینان صورت گرفت.
هستهٔ فرهنگ هلنیستی اساساً آتنی بود. سپاهیان اسکندر از گوشه و کنار یونان به دور هم جمع شده بودند. معاشرت و مصاحبت آنان با یکدیگر منجر به پیدایش لهجهٔ جدید «کوینه» یا «یونانی عامی» شد که عمدتاً مبتنی بر گویش آتیک بود. کوینه در سرتاسر جهان هلنیستی اشاعه یافت و به عنوان زبان میانجی در آن سرزمین‌ها به کار گرفته شد و در نهایت نیای زبان یونانی جدید گشت. افزون بر این، طراحی شهری، آموزش، حکومت‌داری محلی، و جریان هنری در عصر هلنیستی همگی در آرمان‌های یونان کلاسیک ریشه داشتند و به‌تدریج به اشکال کاملاً جدیدی فرگشت یافته، در زمرهٔ «هلنیستی» جای گرفتند. حتی وجهه‌های از فرهنگ هلنیستی در سنن و رسوم امپراتوری بیزانس در اواسط قرن پانزدهم میلادی مشهود است.
برخی از عجیب‌ترین آثار یونانی‌سازی در هند، در موطن پادشاهی‌های نسبتاً دیر ظهور هندی-یونانی، قابل مشاهده است. در آن سرزمین‌های دور از اروپا، ظاهراً فرهنگ یونانی با آنِ هندی، به‌ویژه بودایی، در هم آمیخته‌است. اولین تصویرپردازی واقعی از بودا در این زمان به تقلید از مجسمه‌های یونانی آپولون شکل گرفت. برخی از رسوم بودایی احتمالاً تحت تأثیر دین یونان باستان قرار گرفته‌است: مفهوم بوداسف یادآور قهرمانان الوهی یونان است و برخی از مناسک عبادی مهایانه (سوزاندن عود، اهدای گل، گذاشتن غذا بر مذبح) مشابه همین مناسک در یونان باستان می‌باشند. احتمالاً شاهی یونانی به نام مناندر یکم به کیش بوداییان وارد شده و در متون بودایی تحت نام «میلیندا» جاودانه شده‌است. فرایند یونانی‌سازی به حیطهٔ علم نیز تسری یافته بود؛ به گونه‌ای که نظریات اخترشناسی یونان به هند رسیده و اخترشناسی آنان را طی سده‌های نخستین میلادی عمیقاً متأثر نموده بود. به عنوان مثال ابزارهای اخترشناسی یونانی متعلق به قرن سوم قبل از میلاد در شهر یونانی-باختری آی‌خانم در افغانستان و امروزی پیدا شده‌است. این ابزارها مربوط به دورهٔ زمانی‌ای بوده‌اند که دیدگاه یونانیان مبنی بر کروی بودن زمین و احاطه شدن آن به وسیلهٔ سیارات کروی در هند مورد پذیرش قرار گرفت و نهایتاً جایگزین دیدگاه دیرینهٔ هندیان مبنی بر مسطح و دایره‌وار بودن زمین گشت.

### ایرانی سازی
نخستین تاریخ ثبت شده از ایرانی‌سازی به اسکندر مقدونی بازمی‌گردد، که در قرن چهارم پیش از میلاد، پوشاک ایرانی، رسوم، ضیافتها و آداب درباری را از طریق روشنک شاهدخت ایرانی که با او ازدواج کرده بود و زیردستانش پذیرفت. همچنین رسم بوسه ادب (بوسه فرستادن نمادین با پشت دست که ایرانیان در مورد فرادستان اجتماعی انجام می‌دادند) نیز از همین سبب به یونانیان راه یافت. یونانیان آن را پروسکونسیس (فراپیش‌بوسی) نامیدند. برخی از ساتراپ‌ها نیز عادات ایرانیان را پذیرفته بودند. مانند پوکستاس (Peucestas) ساتراپ پارس که به محض گمارش، پوشاک ایرانیان را بر تن کرد و زبان و عادات آنان را فرا گرفت.

### سوزاندن اوستا
دانشنامه کتابخانه و دانش اطلاعات:
«به گفته ابن ندیم، نویسنده الفهرست، که در حدود سال ۹۸۷ میلادی نوشته شده؛ در قصر آپادانا در تخت جمشید نوشته‌هایی به صورت لوح‌های چوبی، سنگ و خاک رس در موضوعات متعدد وجود داشت. تعداد بسیاری از این الواح به وسیله اسکندر مقدونی(۳۳۳ پیش از میلاد) نابود شد یا به کتابخانه اسکندریه فرستاده شد. کشف سی هزار لوحه از گل رس در سال ۱۹۳۴ میلادی در زیر زمین ویرانه‌های کاخ آپادانا در تخت جمشید این گفته را تأیید می‌کند. باستانشناسان این بخش را خزانه تخت جمشید یا کتابخانه استخر نامیده‌اند. اسکندر همین‌طور ۲۰۰۰۰ چرم گاوی را که اوستا بر روی آن‌ها نوشته شده بود سوزاند. به ما گفته شده که این کتاب‌ها در بایگانی تخت جمشید نگهداری می‌شدند و زمانی که اسکندر آن قصر را به آتش کشید این کتاب‌ها هم از میان رفتند.»
زبی بلال اسماعیل تاریخ‌دان می‌نویسد:
«در ابتدا اوستا به زبان اوستایی نوشته شد اما در زمان حمله اسکندر، اسکندر اوستا را نابود کرد و بیشتر قسمت‌های آن ازبین رفت تا اینکه یک بار در زمان پارتها و و بار دیگر در زمان ساسانیان به جمع‌آوری آن پرداختند و این بار به وسیله خطی به نام دین دبیره نوشته شد»

### سوزاندن تخت جمشید
مجموعه کاخ‌های تخت جمشید، در سال (۳۳۰ پیش از میلاد) به دست اسکندر مقدونی به آتش کشیده شد و تمام بناهای آن به صورت ویرانه درآمد.

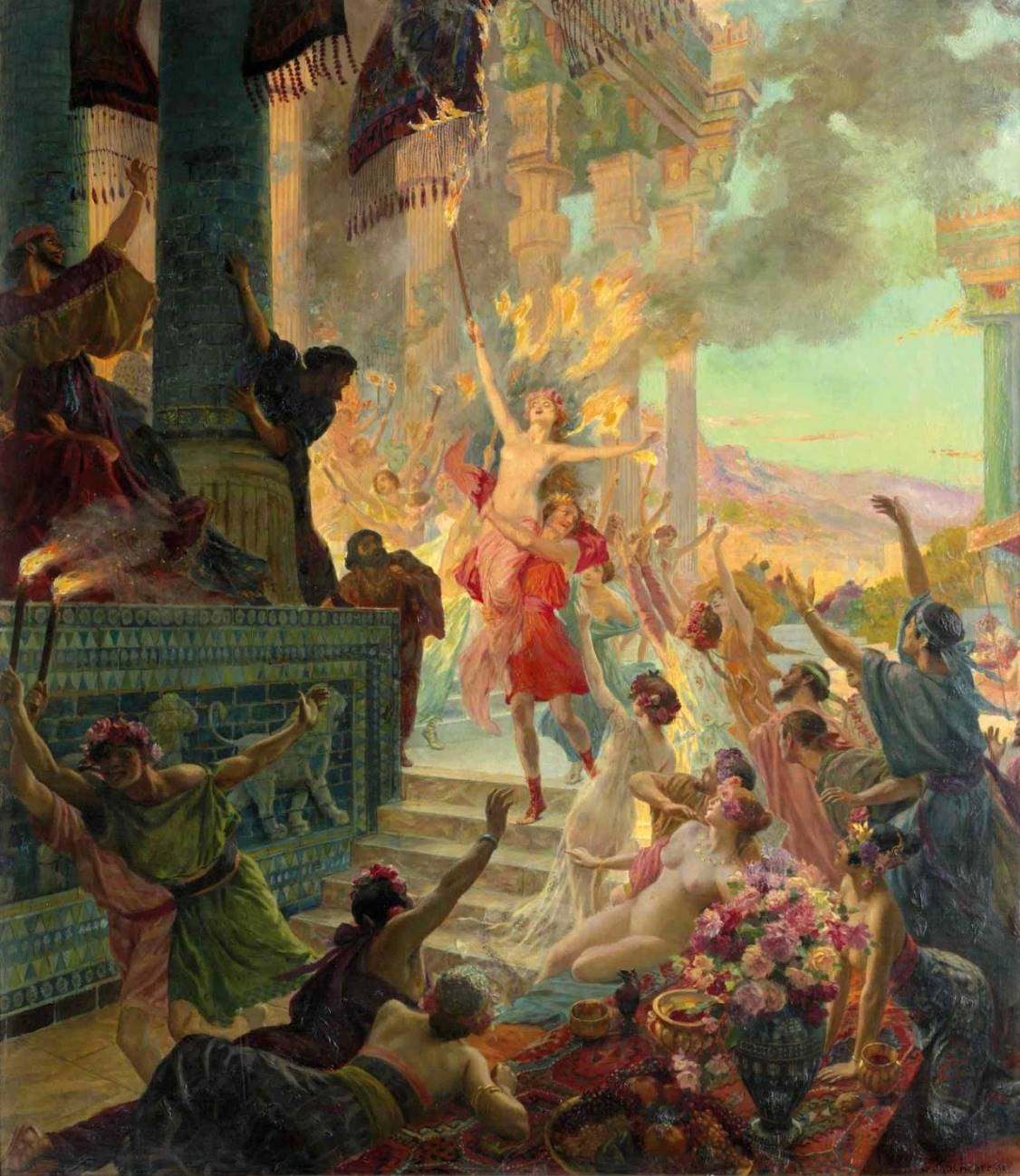
اسکندر در حال بلند کردن تائیس برای آتش زدن پرسپولیس
اثر جرج روچه گروس، ۱۸۹۰.

ظاهراً تائیس اهل آتن بوده‌است و اسکندر را در طول جنگ‌هایش در آسیای صغیر همراهی می‌کرده‌است. از این جهت وی مورد توجه تاریخ قرار گرفت که در سال ۳۳۰ قبل از میلاد، اسکندر کاخ تخت جمشید، محل اصلی سلسله هخامنشی را آتش زد. تائیس در مهمانی حضور داشت و سخنرانی کرد او اسکندر را متقاعد کرد که کاخ را بسوزاند. سلیتارچوس ادعا می‌کند که تخریب و آتش زدن تخت جمشید به تشویق تائیس بوده‌است. همچنین پلوتارک و دیودور اظهار می‌کنند که دلیل او پاسخ به سوزاندن معبد قدیمی پارتنون در آکروپولیس توسط خشایارشا در سال ۴۸۰ قبل از میلاد در طول جنگ‌های ایران و یونان بود.
و دیودور نقل می‌کند که تائیس پس از سخنرانی اسکندر نخستین کسی است که مشعل خود را به داخل تخت جمشید انداخت.
استدلال شده‌است که تائیس در این زمان معشوقه اسکندر بوده‌است و بطلمیوس بعداً با او ازدواج کرده‌است گرچه سایر نویسندگان معتقدند که او همیشه معشوقه بطلمیوس بوده‌است.

### تاراج آرامگاه کوروش بزرگ

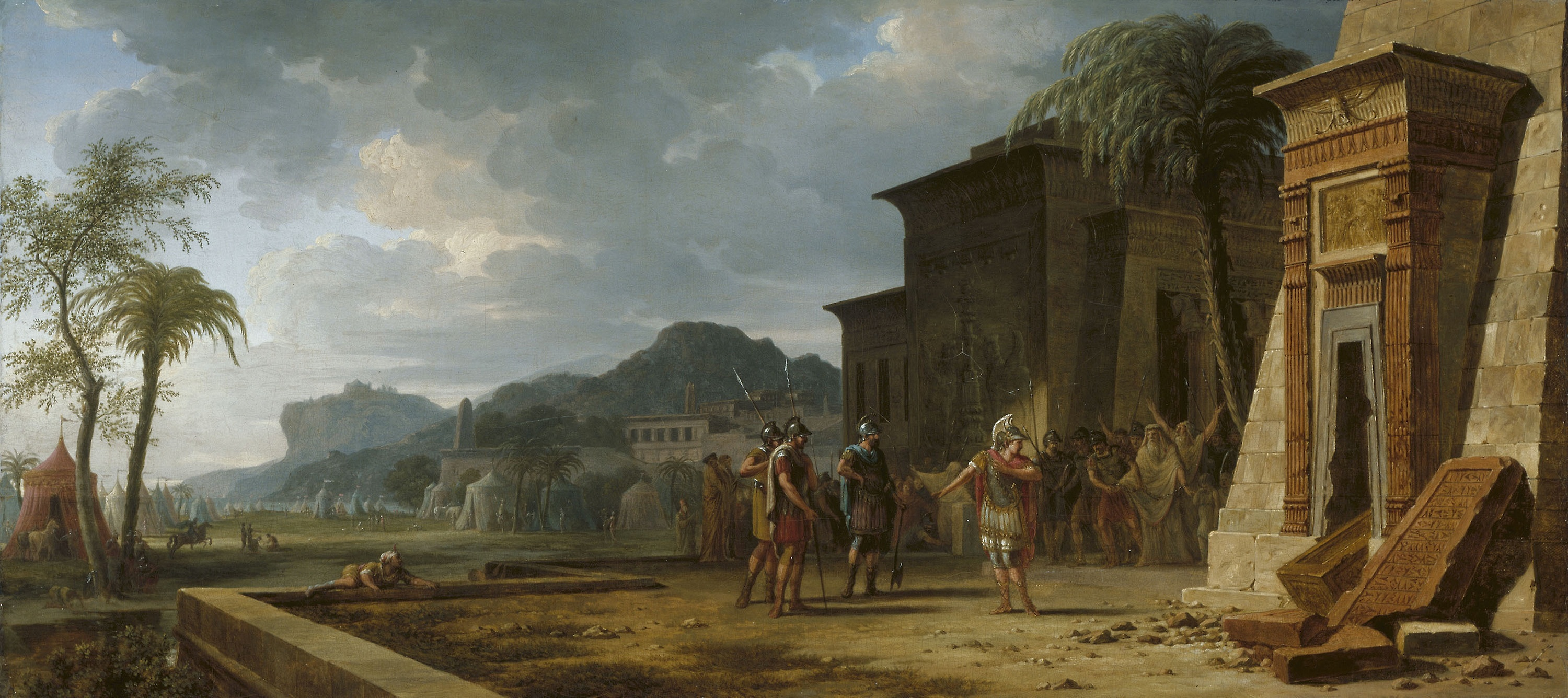
نگاره هنری اسکندر در پاسارگاد اثر پیر هنری دی والنسین در مؤسسه هنر شیکاگو

در حمله اسکندر مقدونی یکی از مقدونی‌ها در این آرامگاه را شکسته و اشیا آن را تاراج کرده و کالبد را گزند رسانده بود. اسکندر دستور داد آرامگاه کوروش را مرمت کنند. هکل و یاردلی با اشاره به مرمت آرامگاه و نقل قولی از پلوتارک مبنی بر مجازات عاملان تعارض به آرامگاه می‌نویسند که هدف اسکندر از این کار علاقه شخصی او به کوروش و حرکتی خیراندیشانه بود تا بتواند خود را جانشین مشروع کوروش بزرگ و هخامنشیان معرفی کند.

## نگارخانه

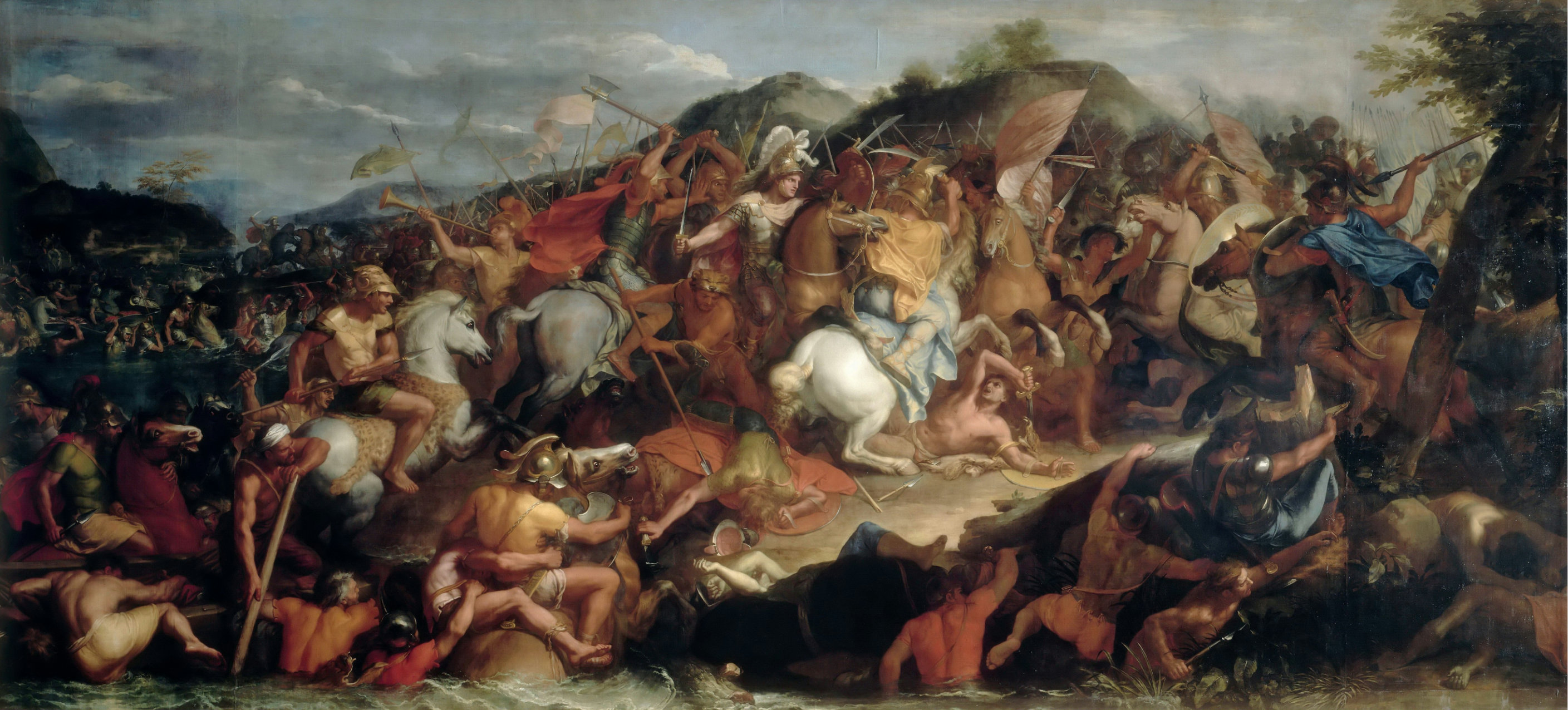
نگاره نبرد گرانیک
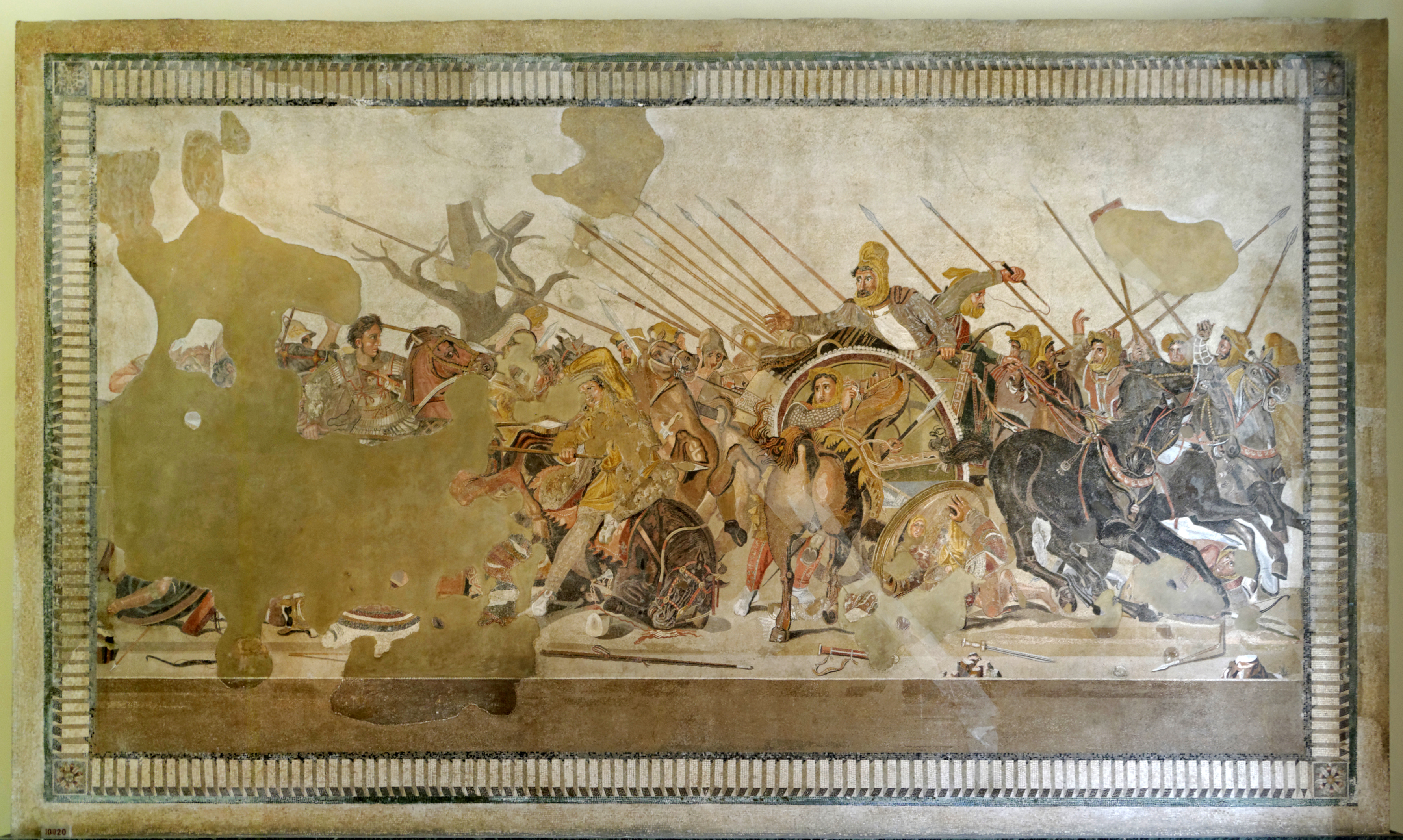
نگاره نبرد ایسوس (سده یکم قبل از میلاد)
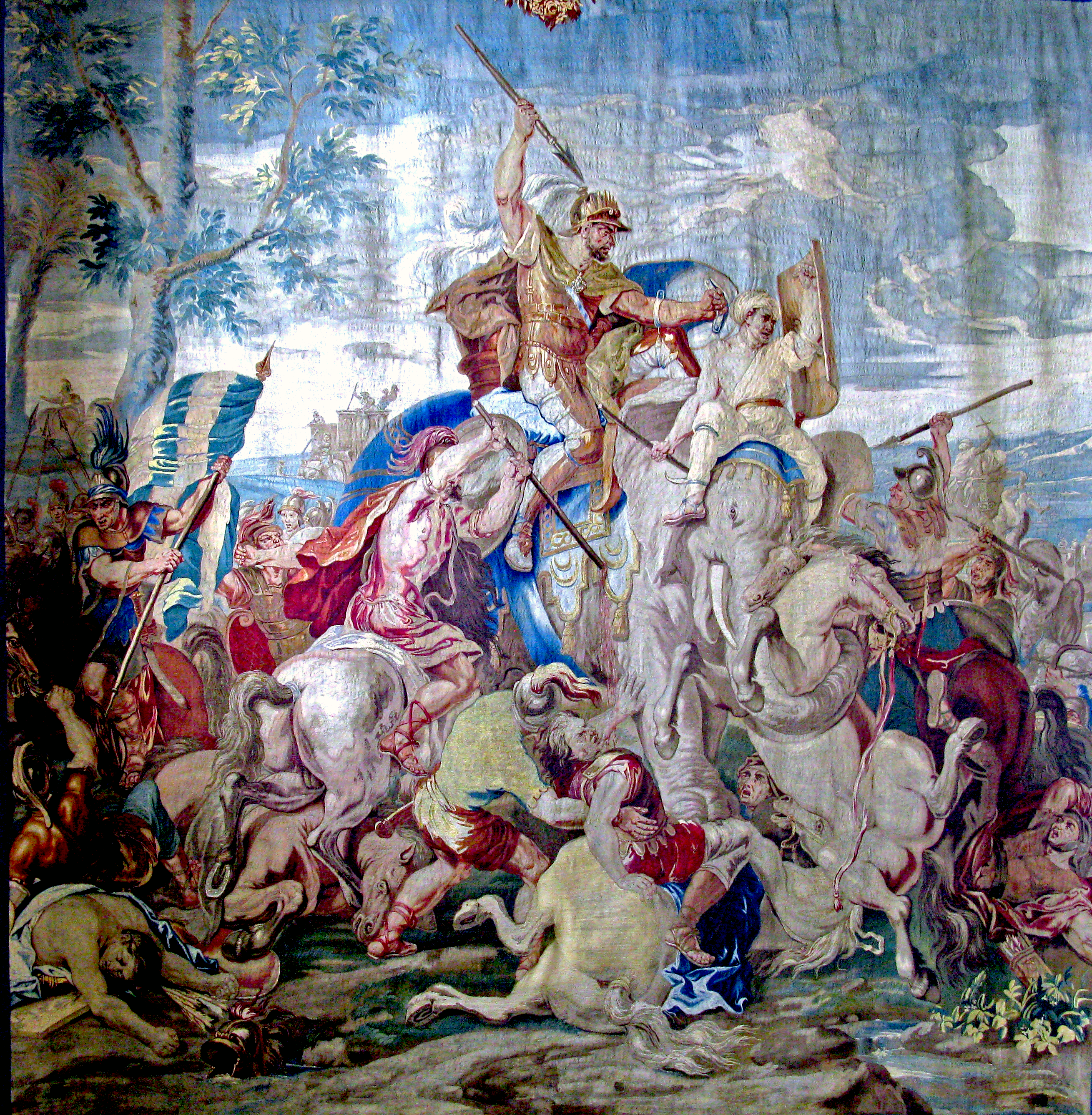
نگاره قرن هفدهمی از نبرد گوگمل
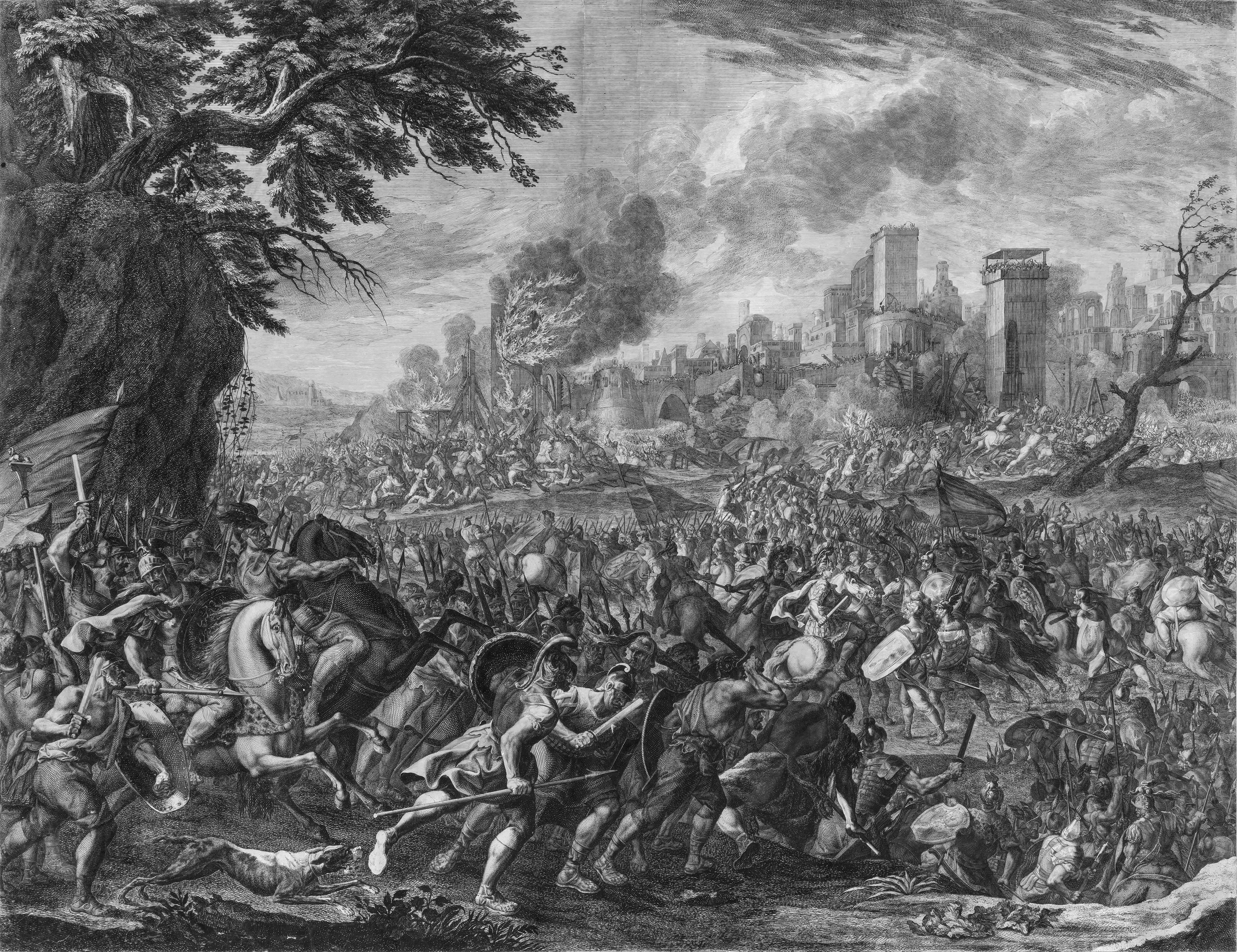
نگاره تصرف هالیکارناس به دست اسکندر مقدونی
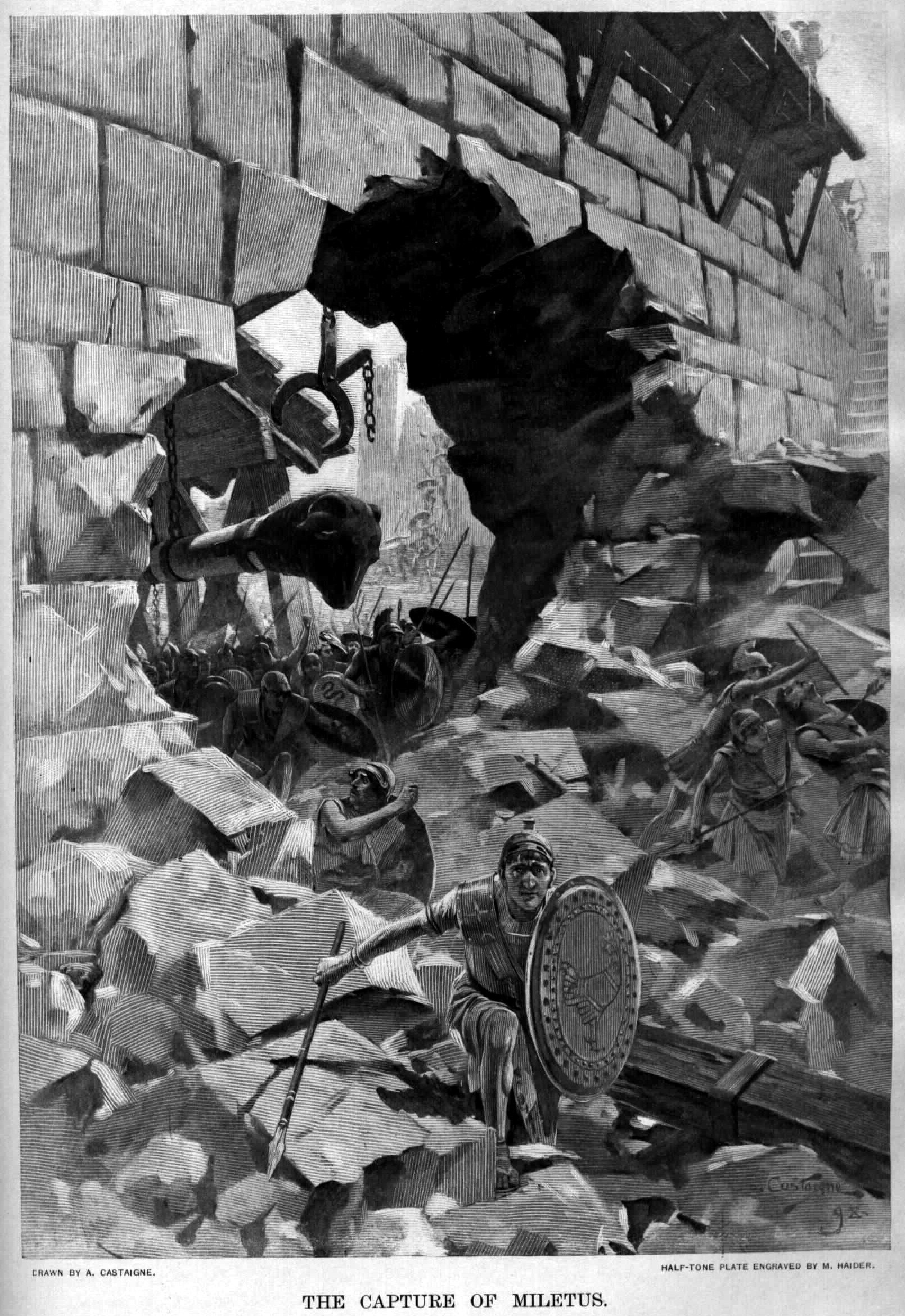
نقاشی «تسخیر ملط» اثر آندره کاستنی